# Sant Clem
|  | Per a altres significats, vegeu «Sant Clem d'Enviny». |

Sant Clem o Sant Climent de Salàs fou una església del terme municipal de Salàs de Pallars, a la comarca del Pallars Jussà. És a poc més d'un quilòmetre al nord-oest de la vila, a 714,2 metres d'altitud, al costat meridional del camí del Bosc. Aquesta pista passa ran de la Font de Sant Clem, al sud-est de les restes de l'església, poc abans d'arribar-hi venint de Salàs. Era un temple d'una sola nau, amb porxo a migdia. L'absis, quadrat, era orientat cap al nord-est. El temple és d'època moderna. Actualment és del tot en ruïnes.